# Pena de prisión

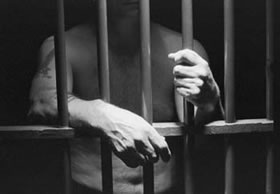
La pena de la prisión es una cárcel donde se encierran todos los presos.

La pena de prisión es una pena privativa de libertad que consiste en que el condenado debe ingresar en una prisión durante un tiempo determinado por la sentencia condenatoria.
Cuando el ingreso en prisión tiene carácter indefinido, la pena de prisión recibe la denominación de prisión o cadena perpetua.
Pese a que viene a ser una concreción de la pena privativa de derechos, la doctrina jurídica la sitúa en un campo aparte debido a su importancia. Es la sanción penal más común y drástica en los ordenamientos occidentales (a excepción de la pena de muerte).